# Gandaca harina
Tree Yellow (Gandaca harina) là một con bướm ngày trong họ Pieridae. Chúng có màu vàng và trắng, được tìm thấy ở India, Thái Lan, Myanma, Malaysia, Singapore, Philippines, và Indonesia.

## Hình ảnh

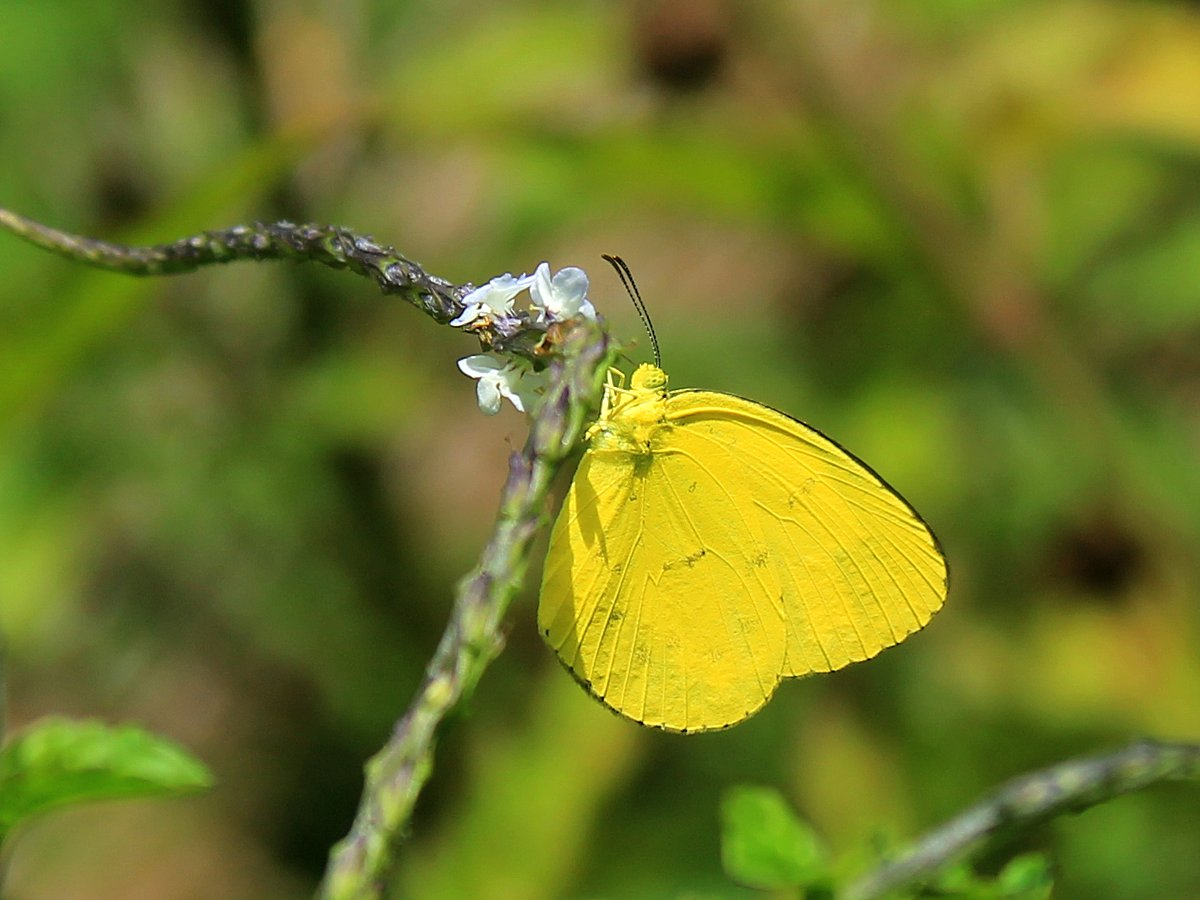
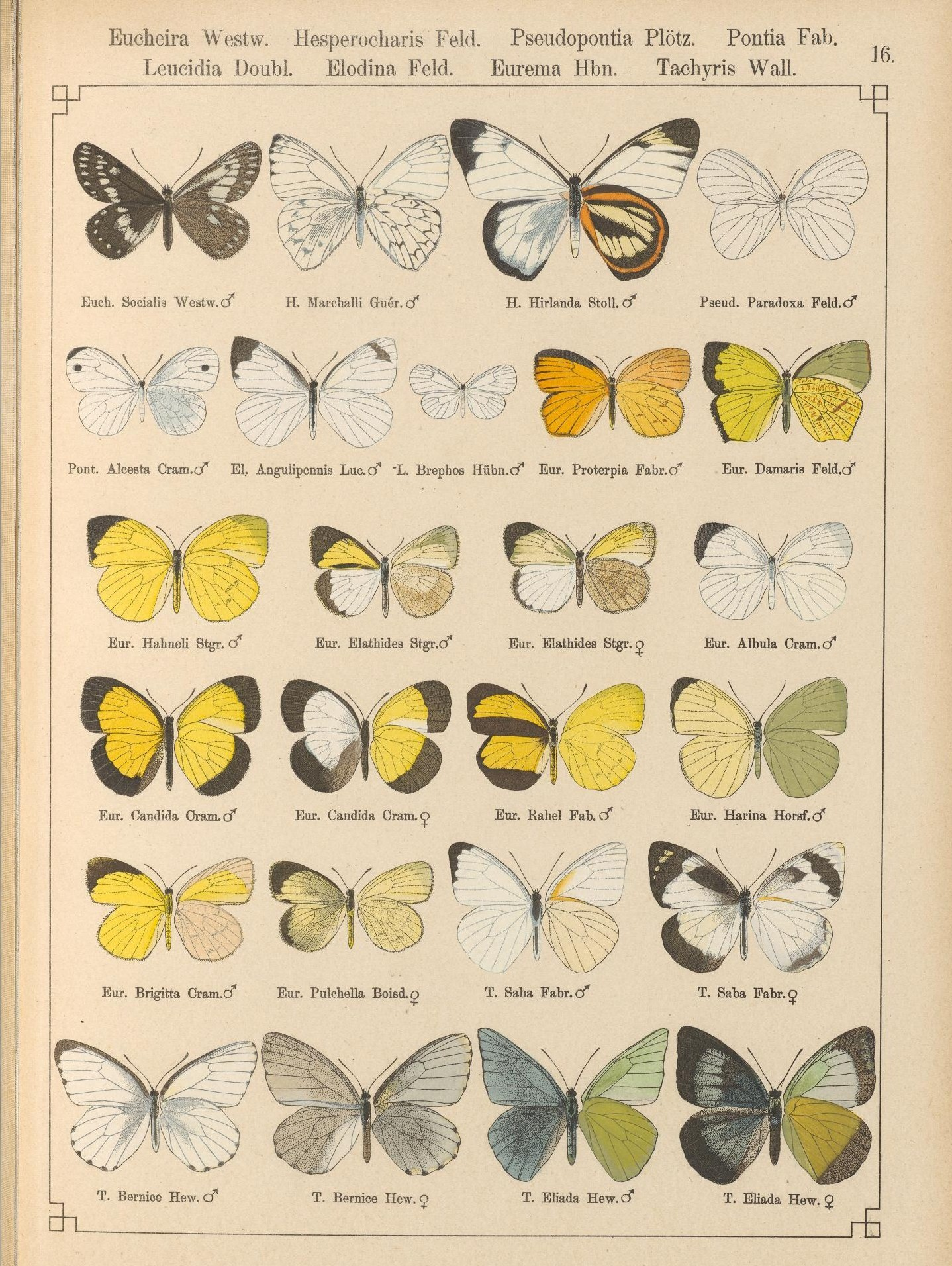
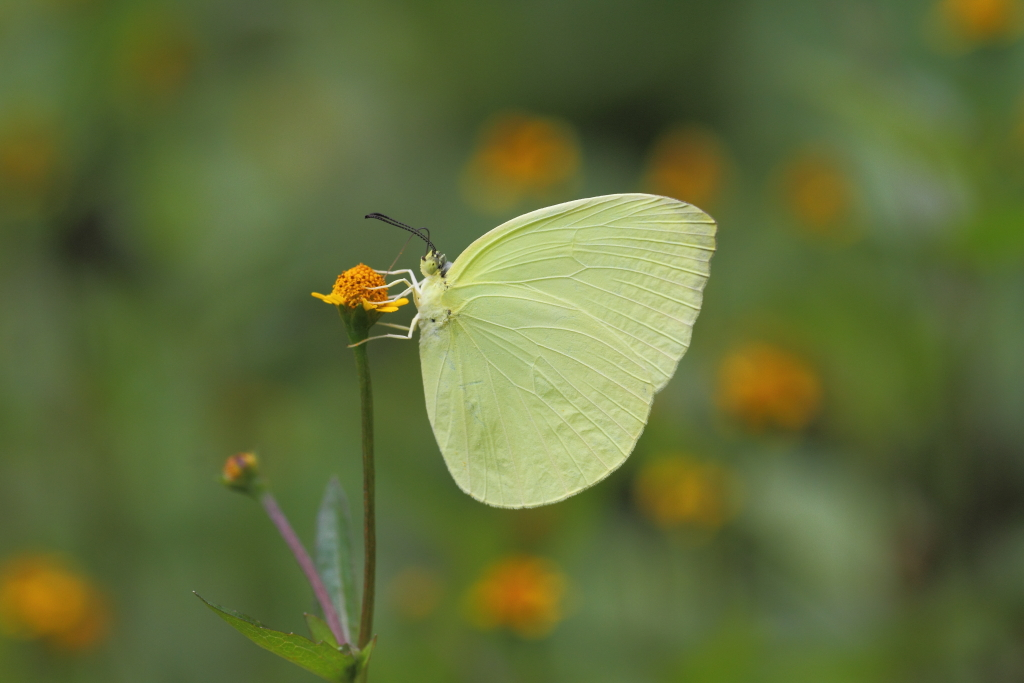